# Membri ai Academiei Române - L
Aceasta este o listă a tuturor membrilor Academiei Române ale căror nume încep cu litera L, începând cu anul înființării Academiei Române (1866) până în prezent.
- Constantin Lacea (1875 - 1950), filolog, lingvist, membru de onoare (1939)
- Gheorghe I. Lahovary (1838 - 1909), inginer, scriitor, membru de onoare (1901)
- Traian Lalescu (1882 - 1929), matematician, ales post-mortem (1991)
- Scarlat Lambrino (1891 - 1964), istoric, membru corespondent (1934)
- Alexandru Lambrior (1845 - 1883), filolog, folclorist, membru corespondent (1882)
- Alexandru I. Lapedatu (1876 - 1950), istoric, om politic, membru titular (1918)
- Ion I. Lapedatu (1876 - 1951), economist, om politic, membru de onoare (1936)
- Aladár Lászlóffy (1937 - 2009) - poet, scriitor, membru corespondent din 2003
- August Treboniu Laurian (1810 - 1881), filolog, istoric, publicist, om politic, membru fondator (1867)
- Dimitrie August Laurian (1846 - 1906), ziarist, critic literar, membru corespondent (1877)
- Barbu Lăzăreanu (1881 - 1957), istoric literar, publicist, membru titular (1948)
- Constantin Levaditi (1874 - 1953), inframicrobiolog, membru de onoare (1926)
- Dinu Lipatti (1917 - 1950), pianist, compozitor, pedagog, ales post-mortem (1997)
- Jean Livescu (1906 - 1996), istoric literar, membru corespondent (1965)
- Scarlat Longhin (1899 - 1979), general, medic, membru corespondent (1963)
- Gheorghe Gh. Longinescu (1869 - 1939), chimist, membru de onoare (1936)
- Ștefan Gh. Longinescu (1865 - 1931), jurist, membru corespondent (1910)
- Eugen Lovinescu (1881 - 1943), critic, istoric literar, scriitor, ales post-mortem (1991)
- Ștefan Luchian (1868 - 1916), pictor, ales post-mortem (1948)
- Ioan Lupaș (1880 - 1967), istoric, om politic, membru titular (1916)
- Gheorghe O. Lupașcu (1908 - 1979), parazitolog, membru corespondent (1948)
- Ștefan Lupașcu (Stefan Lupasco; 1900 - 1988), filosof, ales post-mortem (1991)
- Voicu Lupei (n. 1938), fizician, membru titular (2018)
- Nicolae Gh. Lupu (1884 - 1966), medic, membru titular (1948)